# São Sebastião (arquipélago)
Ilhabela é um arquipélago brasileiro situado no oceano Atlântico, na costa do Estado de São Paulo.
Constituem o arquipélago 13 ilhas sendo que a Ilha de São Sebastião é a maior e é considerada a principal. Além desta, das outras 12, somente três são habitadas: Ilha Vitória, Ilha Búzios e Ilha das Cabras.